# Ядерная зима

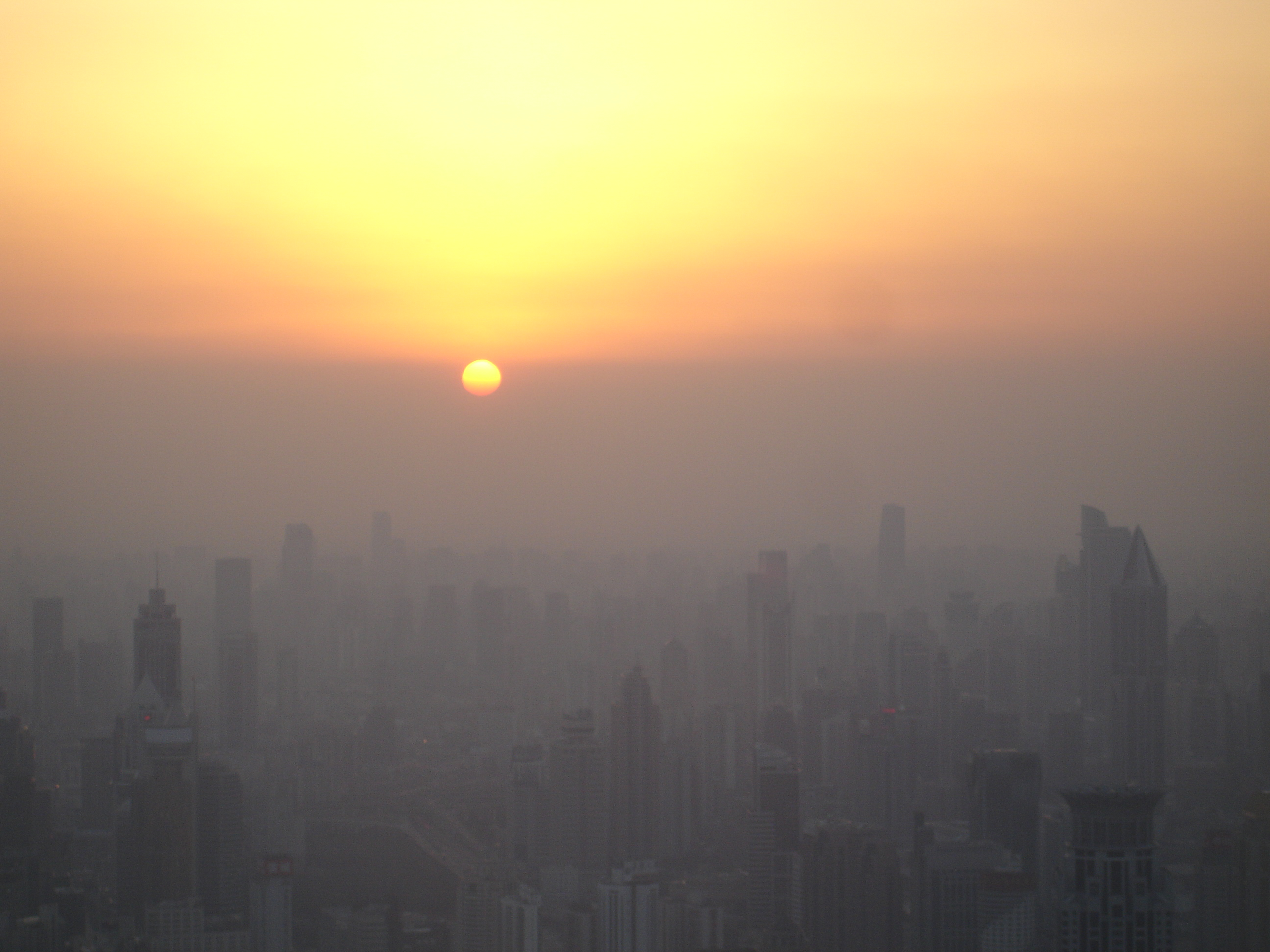
Загрязнение воздуха в Китае, по мнению некоторых учёных, напоминает ядерную зиму

Я́дерная зима́ — гипотетическое глобальное состояние климата Земли в результате широкомасштабной ядерной войны. Предполагается, что в результате выноса в стратосферу некоторого количества дыма и сажи, вызванного обширными пожарами при взрыве нескольких сотен ядерных боезарядов, температура на планете повсеместно снизится до арктической в результате существенного возрастания отражения солнечных лучей от верхних слоёв атмосферы.

## Рождение теории
Возможность возникновения ядерной зимы впервые была предсказана Г. С. Голицыным в СССР и Карлом Саганом в США.
При этом существенным является то, что рассуждения К. Сагана носили качественный (описательный) характер «на основе общих соображений» и очень приближённых расчётов, что в совокупности с его известностью не только как учёного, но и деятельного популяризатора науки (причём при этом у ряда коллег, к примеру, Роберта Частроу, возникали претензии к К. Сагану по поводу точности научного обоснования его рассуждений — «Вычисления профессора Сагана игнорируют законы гравитации. В этом доктор Великовский был лучшим астрономом») и даже автора научно-фантастического романа «Контакт» (о встрече с представителями инопланетной цивилизации), привело к некритическому восприятию и просто пренебрежению данным прогнозом последствий ядерной войны со стороны многих учёных.
Советский академик Н. Н. Моисеев предложил проверить это предположение численными расчётами на основе использования разрабатывавшихся в то время как в СССР, так и в США математических моделей мирового океана и земной атмосферы, от чего уже нельзя было бы просто так «отмахнуться».
Первыми эту гипотезу подтвердили модельными расчётами в Вычислительном центре АН СССР. Эта работа была проведена академиком Н. Н. Моисеевым и профессорами В. В. Александровым и Г. Л. Стенчиковым при помощи биосферной модели «Гея».
Данная работа первоначально вызвала недоверие и критику американских коллег, но просто пренебречь ей уже было невозможно, и американцы, в свою очередь, выполнили ряд расчётов на своих моделях океана и атмосферы. Сравнение результатов показало как обоснованность предсказания феномена «ядерной зимы» при сделанных допущениях, так и высокое совпадение подробностей прогнозов советской и американской групп учёных, несмотря на определённые различия в подходах к моделированию и возможностей самих построенных математических и соответствующих им вычислительных моделей.

## Подробности прогнозного моделирования
Ядерная война, возможно, приведёт к «глобальной ядерной ночи», которая продлится около года. Были рассмотрены две основные возможности: суммарная мощность ядерных взрывов 10 000 и 100 000 мегатонн.
При мощности ядерных взрывов в 100 000 мегатонн солнечный поток у поверхности Земли сократится в 400 раз и время самоочищения атмосферы составит приблизительно 3-4 месяца. При мощности ядерных взрывов в 10 000 мегатонн солнечный поток у поверхности Земли сократится в 20 раз, а характерное время самоочищения атмосферы порядка месяца. При этом кардинальным образом изменяется весь климатический механизм Земли, что проявляется в исключительно сильном охлаждении атмосферы над материками (за первые 10 дней средняя температура должна снизиться на 15 градусов). В отдельных районах Земли похолодание может достичь 30-50 градусов. Несмотря на это, расчёты группы Сагана показали, что климатическая система должна вернуться в нормальное состояние примерно через год после начала ядерного конфликта.
Эти работы получили широкий общественный резонанс в неспециализированной печати разных стран.

## Современные расчёты
В современных работах 2007, 2008 гг. компьютерное моделирование показывает, что небольшая ядерная война, когда каждая воюющая сторона использует около 50 зарядов (примерно 0,3 % от текущего мирового арсенала на 2009 год), каждый из которых по мощности равен бомбе, взорванной над Хиросимой, взрывая их в атмосфере над городами, даст беспрецедентный климатический эффект, сравнимый с малым ледниковым периодом.
Согласно подсчётам американских учёных Оуэна Туна и Ричарда Турко, Индо-Пакистанская война с использованием боезарядов суммарной мощностью 750 мегатонн привела бы к выбросу в стратосферу 6,6 млн тонн сажи. Такой степени загрязнения достаточно, чтобы температура на Земле опустилась ниже, чем в 1816 году («Год без лета»). Обмен ядерными ударами между Россией и США с использованием 4400 зарядов мощностью не менее мегатонны каждый привёл бы к выбросу 150 мегатонн сажи, тогда как используемая модель расчёта показывает, что уже 75 мегатонн сажи в стратосфере приведут к быстрому падению значения потока энергии на м² земной поверхности, 25-процентному сокращению осадков и падению температуры ниже значений плейстоценового ледникового периода. Подобная картина сохранялась бы не менее 10 лет, что привело бы к катастрофическим последствиям для сельского хозяйства.
При этом, стоит отметить, что и в этих расчётах в исходных данных использовались наземные взрывы без учёта значительного разброса по мощности, что в результате привело к моделированию сильнейших пожаров в городах и лесах (т. н. огненный смерч), что, в совокупности с заниженным почти в три раза количеством боезарядов, даёт основание судить об их достаточно нивелированных результатах и реальность может оказаться значительно губительней.

## Критика
Концепция «ядерной зимы» основана на долгосрочных моделях изменения климата. В то же время, подробное численное и лабораторное моделирование начальной стадии развития крупномасштабных пожаров показало, что эффект загрязнения атмосферы имеет как местные, так и глобальные последствия. На основании полученных результатов сделан вывод о невозможности именно ядерной зимы (Музафаров, Утюжников, 1995, работы под руководством А. Т. Онуфриева в МФТИ).
Противники концепции «ядерной зимы» ссылались на то обстоятельство, что в ходе «ядерной гонки» в 1945—1998 годах в мире было произведено около 2000 ядерных взрывов различной мощности в атмосфере и под землёй. В совокупности, по их мнению, это равно эффекту затяжного полномасштабного ядерного конфликта. В этом смысле «ядерная война» уже состоялась, не приведя к глобальной экологической катастрофе.
Однако фундаментальные отличия ядерных испытаний от обмена ударами состоят в том, что:
- Испытания производились над пустыней или водой и не вызывали массовых пожаров и огненных штормов, пыль поднималась в атмосферу только за счёт энергии ядерного взрыва, а не энергии, накопленной в сгораемых материалах, для выделения которой ядерный взрыв является лишь инициатором.
- При испытаниях поднималась в основном тяжёлая пыль из раздробленных и оплавленных горных пород, имеющая большую плотность и высокое отношение массы к площади, то есть склонная к быстрому оседанию. Сажа от пожаров имеет меньшую плотность и более развитую поверхность, что позволяет ей дольше удерживаться в воздухе и подниматься выше с восходящими потоками.
- Испытания были растянуты по времени, а в случае войны пыль и сажа были бы выброшены в воздух в короткий промежуток времени.

Вместе с тем, по мнению противников концепции «ядерной зимы», такие расчёты не учитывают разработанные ещё в 1960-е годы контрсиловые сценарии ядерного конфликта. Речь идёт о вариантах ведения военных действий, когда целями для ядерных ударов выступают только пусковые установки противника, а против его городов ядерное оружие не применяется. Однако, даже в случае ударов по мегаполисам, количество выделившейся сажи будет на два порядка меньше, чем в случае удара по лесу, а огненный смерч не образуется вовсе. В качестве доказательства приводится тот факт, что расчёты огненного смерча основываются на последствиях бомбардировки Хиросимы, в 1945 году состоявшей почти полностью из деревянных и полотняных строений, в то время как современные города построены с использованием негорючего бетона и камня.
Выброс сажи в стратосферу как причина «ядерной зимы» также критикуется как маловероятное событие. При поражении современного города выброс сажи рассчитывается по принципу использования схемы лесного пожара с учётом гораздо большего количества топлива, существующего на той же территории. Поскольку пламя во время пожара гораздо быстрее распространяется по вертикали, чем по горизонтали, то стоящие здания образуют благоприятные условия для возникновения массовых пожаров. В статье И. М. Абдурагимова приводится жёсткая критика по количеству сажи, которая выделится в результате полномасштабной ядерной войны. Мощность термоядерного оружия настолько велика, что при поражении современного города поверхность оплавляется и сравнивается с землёй мощнейшим ударом, тем самым погребая пожароопасный материал под несгораемыми остатками строений.

#### Природные аналогии

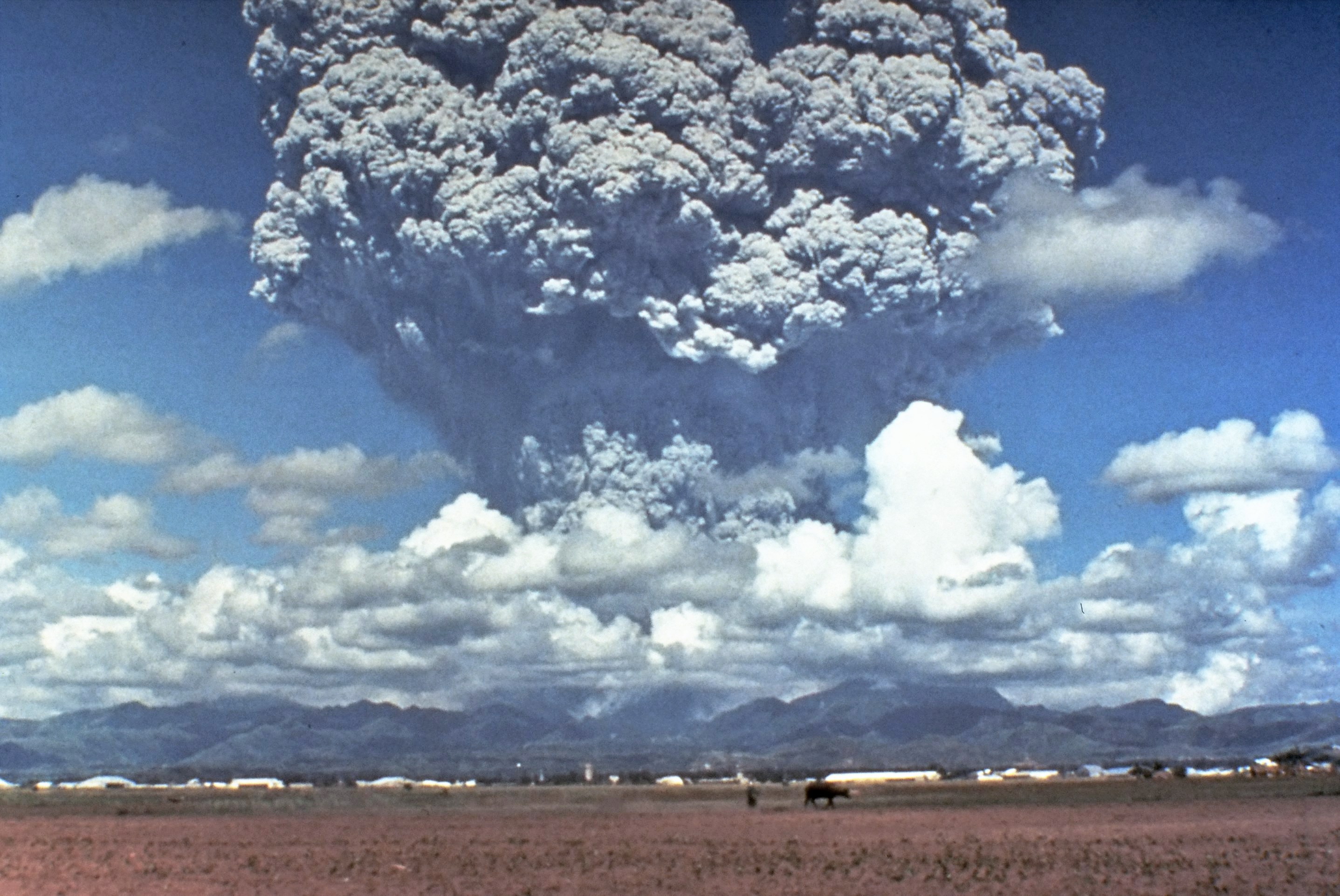
Извержение вулкана Пинатубо в 1991 г.

Выбросы большого количества сажи во время извержений вулканов имеют значительно меньший эффект на климат. Например, во время извержения вулкана Тамбора на индонезийском острове Сумбава в 1815 году было выброшено около 150 мегатонн сажи. Значительное количество вулканического пепла оставалось в атмосфере на высотах до 80 км в течение нескольких лет и вызывало интенсивную окраску зорь, но глобальная температура упала лишь на 2,5 °C. Последствия этого явления, конечно, были весьма тяжелы для сельского хозяйства, уровень которого в то время был весьма примитивным по современным понятиям, но всё же не привели к депопуляции регионов, где население голодало в результате неурожаев.

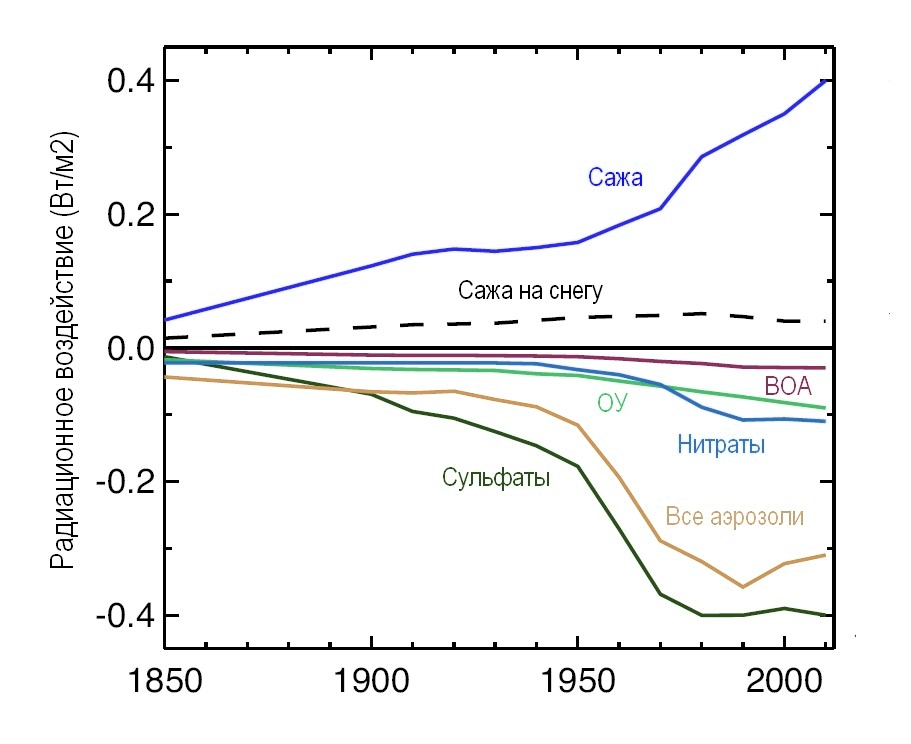
Изменение радиационного воздействия аэрозольных частиц в атмосфере и на поверхности снега и льда. В качестве независимых компонентов показано воздействие сажи, сажи на снегу, органического углерода (ОУ), вторичных органических аэрозолей (ВОА), нитратов и сульфатов.

Также теория ядерной зимы не учитывает парниковый эффект от гигантских выбросов углекислого и других парниковых газов вследствие массового применения ядерного оружия, а также то, что падение температуры от уменьшения доступа к солнечному свету будет компенсироваться огромными тепловыми выбросами от вероятных пожаров и самих взрывов.
Как минимум, с начала 1960-х годов и, по крайней мере, до 1990 года наблюдалось постепенное уменьшение количества солнечного света, достигающего поверхности Земли, это явление называют глобальным затемнением. Главной его причиной являются пылевые частицы, попадающие в атмосферу при вулканических выбросах и в результате производственной деятельности. Наличие таких частиц в атмосфере создаёт охлаждающий эффект, возникающий благодаря их способности отражать солнечный свет. Два побочных продукта сжигания ископаемого топлива — CO2 и аэрозоли — на протяжении нескольких десятилетий частично компенсировали друг друга, уменьшая эффект потепления в этот период.
В изолированных районах с высокой концентрацией сажи, например, в сельских районах Индии, до 50 % потепления у поверхности земли маскируются облаками из сажи. При выпадении на поверхность, особенно на ледники или на снег и лёд в Арктике, частицы сажи приводят к нагреву поверхности за счёт снижения её альбедо.
Учёный Фред Сингер так высказался на эту тему:
Я всегда считал «ядерную зиму» научно неподтверждённым обманом, о чём я и говорил в моей дискуссии с Карлом Саганом во время обсуждения в Nightline. Данные, полученные во время нефтяных пожаров в Кувейте, поддерживают эту точку зрения. На самом деле ядерные взрывы могли бы создать сильный парниковый эффект и вызвать потепление, а не похолодание. Будем надеяться, что мы никогда не узнаем, как это произойдёт на самом деле.Оригинальный текст (англ.)I always considered "nuclear winter" to be a hoax and scientifically incorrect—and have said so in my Nightline debate with Carl Sagan. The data from the Kuwait oil fires support this view.

Actually, nuclear explosions would create a strong greenhouse effect and cause warming rather than cooling. Let's hope we never have to find out.

## Теоретические варианты ядерной зимы
1. Падение температуры на один градус на один год, не оказывающее значительного влияния на человеческую популяцию.
2. Ядерная осень — снижение температуры на 2-4 °C в течение нескольких лет; имеют место неурожаи, ураганы.
3. Год без лета — интенсивные, но относительно короткие холода в течение года, гибель значительной части урожая, голод и эпидемии следующей зимой, исторический пример — следующий, 1816 год, после извержения вулкана Тамбора[26].
4. Десятилетняя ядерная зима — падение температуры на всей Земле в течение 10 лет примерно на 15-20 °C. Этот сценарий подразумевается многими моделями ядерной зимы. Выпадение снега на большей части Земли, за исключением некоторых экваториальных приморских территорий. Массовая гибель людей от голода, холода, а также от того, что снег будет накапливаться и образовывать многометровые толщи, разрушающие строения и перекрывающие дороги. Вероятна гибель большей части населения Земли, однако 10-50 % (по разным оценкам) людей выживут и сохранят большинство технологий. В среднем, такой сценарий отбросит цивилизацию в развитии примерно на 20, максимум 50 лет. Риски: продолжение войны за тёплые места, неудачные попытки согреть Землю с помощью новых ядерных взрывов и искусственных извержений вулканов, переход в неуправляемый нагрев ядерного лета. Однако даже если допустить этот сценарий, окажется, что одного только мирового запаса рогатого скота (который замёрзнет на своих фермах и будет храниться в таких естественных «холодильниках») хватит на всё время прокорма всего выжившего человечества, а Финляндия и Норвегия, например, имеют стратегические запасы зерна для быстрого восстановления сельского хозяйства.
5. Новый ледниковый период. Является крайне маловероятным сценарием продолжения предыдущего, в ситуации, когда отражающая способность Земли возрастает за счёт снега, и начнут нарастать новые ледяные шапки от полюсов и вниз, к экватору. Однако часть суши у экватора остаётся пригодной для жизни и сельского хозяйства. В результате цивилизации придётся радикально измениться. Трудно представить огромные переселения народов без войн. Много видов живых существ вымрет, но большая часть разнообразия биосферы уцелеет. Люди уже пережили несколько ледниковых периодов, которые могли начаться весьма резко в результате извержений супервулканов и падений астероидов (извержение вулкана Тоба). При таком развитии событий, возврат к исходному состоянию может занять около ста лет.
6. Необратимое глобальное похолодание. Оно может быть следующей фазой ледникового периода, при наихудшем, но практически невероятном развитии событий. На всей Земле на геологически длительное время установится температурный режим, как в Антарктиде, океаны замёрзнут, суша покроется толстым слоем льда. Жизнь может уцелеть только в океанах.

Последний раз Земля вошла в это состояние примерно 600 млн лет назад, то есть до выхода животных на сушу, ещё в Криогении, и смогла выйти из него благодаря накоплению CO2 в атмосфере [Hoffman, Schrag 2000]. В то же время, за последние 100 000 лет было четыре обычных оледенения, которые не привели ни к необратимому обледенению, ни к человеческому вымиранию, а значит, наступление необратимого обледенения является маловероятным событием.